# Europees kampioenschap voetbal mannen onder 19 - 2024 (kwalificatie)
Het kwalificatietoernooi voor het Europees kampioenschap voetbal onder 19 voor mannen was een toernooi dat start in oktober 2023 en eindigde in de lente van 2024. Dit toernooi bepaalde welke 7 landen deelnemen aan het EK voetbal voor mannen onder 19 van 2024. Spelers die geboren zijn na 1 januari 2005 mochten deelnemen.

## Gekwalificeerde landen
| # | Land          | Gekwalificeerd als          | Eerdere deelnames                                                                  |
| - | ------------- | --------------------------- | ---------------------------------------------------------------------------------- |
| 1 | Noord-Ierland | Gastland                    | Debuut                                                                             |
| 2 | Spanje        | Eliteronde: Winnaar groep 1 | 2002, 2004, 2006, 2007, 2008, 2009, 2010, 2011, 2012, 2013, 2015, 2018, 2019, 2023 |
| 3 | Frankrijk     | Eliteronde: Winnaar groep 2 | 2003, 2005, 2007, 2009, 2010, 2013, 2015, 2016, 2018, 2019, 2022                   |
| 4 | Noorwegen     | Eliteronde: Winnaar groep 3 | 2002, 2003, 2005, 2018, 2019, 2023                                                 |
| 5 | Denemarken    | Eliteronde: Winnaar groep 4 | Debuut                                                                             |
| 6 | Italië        | Eliteronde: Winnaar groep 5 | 2003, 2004, 2008, 2010, 2016, 2018, 2019, 2022, 2023                               |
| 7 | Turkije       | Eliteronde: Winnaar groep 6 | 2004, 2006, 2009, 2011, 2013, 2018                                                 |
| 8 | Oekraïne      | Eliteronde: Winnaar groep 7 | 2004, 2009, 2014, 2015, 2018                                                       |

## Format
Het kwalificatietoernooi bestaat uit twee rondes:
Kwalificatieronde: Alle landen behalve Portugal, die ontving een bye voor deze ronde, doen mee aan deze ronde. De overige 51 landen werden verdeeld over 13 groepen van vier landen. In elke groep spelen alle landen een keer tegen elkaar. De wedstrijden worden afgewerkt in 1 land. De 13 groepswinnaars, nummers 2 en de beste nummer 3 kwalificeren zich voor de tweede ronde.

Eliteronde: 28 landen nemen deel aan deze ronde. Die landen worden verdeeld in 7 groepen van vier landen. In iedere groep speelt ieder land een keer tegen elkaar. Net als in de kwalificatieronde worden alle wedstrijden in één land gespeeld. De winnaar van iedere groep kwalificeert zich voor het hoofdtoernooi.

## Beslissingscriteria
Zowel in kwalificatieronde als in de eliteronde wordt er gewerkt met het puntensysteem waarbij een land dat wint drie punten krijgt, een gelijkspel levert 1 punt op en een verlies 0 punten. Als landen gelijk staan in punten bepalen de volgende criteria welk land boven de ander(e) eindigt:
1. Punten behaald in de onderlinge wedstrijden;
2. Doelsaldo behaald in de onderlinge wedstrijden;
3. Meeste aantal doelpunten gescoord in de onderlinge wedstrijden;
4. Als er meer dan twee landen gelijk eindigen, en na bovenstaande criteria zijn er nog steeds een aantal landen gelijk, worden de bovenstaande criteria nogmaals toegepast met de landen die dan nog gelijk staan;
5. Doelsaldo in alle groepswedstrijden;
6. Aantal doelpunten gescoord in alle groepswedstrijden;
7. Een strafschoppenserie, maar deze wordt alleen toegepast als de twee betrokken landen in de laatste wedstrijd tegen elkaar speelden en ze na bovenstaande criteria nog steeds gelijk staan. Deze wordt niet gebruikt als ranking niet relevant is voor het behalen van een volgende ronde.
8. Disciplinaire punten (rode kaart = 3 punten, gele kaart = 1 punt, een rode kaart na twee gele in 1 wedstrijd = 3 punten);
9. UEFA coëfficiënten die gebruikt is tijdens de kwalificatieronde.

Om te bepalen wat de beste nummer drie is van de kwalificatieronde, tellen de resultaten tegen de nummer 4 in de poule niet mee. De volgende criteria worden gebruikt:
1. Punten
2. Doelsaldo
3. Aantal doelpunten gescoord
4. Disciplinaire punten (totaal in drie wedstrijden)
5. UEFA coëfficiënten die gebruikt is tijdens de kwalificatieronde

## Loting kwalificatieronde
De loting voor de kwalificatieronde werd gehouden op 8 december 2022 op het hoofdkantoor van de UEFA in Nyon, Zwitserland. Bij de loting werden de landen verdeeld en bij die verdeling werd rekening gehouden met de resultaten in de voorgaande toernooien:
- Europees kampioenschap voetbal mannen onder 19 van 2017 en kwalificatietoernooi
- Europees kampioenschap voetbal mannen onder 19 van 2018 en kwalificatietoernooi
- Europees kampioenschap voetbal mannen onder 19 van 2019 en kwalificatietoernooi
- Europees kampioenschap voetbal mannen onder 19 van 2022 en kwalificatietoernooi

In iedere groep zit een land uit iedere pot. Een aantal landen mocht niet tegen elkaar loten. Spanje en Gibraltar, Wit-Rusland en Oekraïne, Kosovo en Servië en Bosnië-Herzegovina en Kosovo.
| Team          | Coëfficiënt | Ranking |
| ------------- | ----------- | ------- |
| Noord-Ierland | 3.667       | —       |

| Team     | Coëfficiënt | Ranking |
| -------- | ----------- | ------- |
| Portugal | 26.056      | 1       |

| Team      | Coëfficiënt | ranking |
| --------- | ----------- | ------- |
| Engeland  | 25.222      | 2       |
| Frankrijk | 22.000      | 3       |
| Italië    | 21.444      | 4       |
| Tsjechië  | 16.889      | 5       |
| Spanje    | 16.689      | 6       |
| Oekraïne  | 15.056      | 7       |
| Ierland   | 14.944      | 8       |
| Nederland | 14.556      | 9       |
| Noorwegen | 14.111      | 10      |
| Israël    | 14.056      | 11      |
| Duitsland | 13.833      | 12      |
| Turkije   | 12.444      | 13      |
| Servië    | 11.833      | 14      |

| Team                  | Coëfficiënt | ranking |
| --------------------- | ----------- | ------- |
| Oostenrijk            | 11.333      | 15      |
| Slowakije             | 11.333      | 16      |
| Roemenië              | 11.167      | 17      |
| Hongarije             | 10.667      | 18      |
| België                | 10.333      | 19      |
| Zweden                | 10.278      | 20      |
| Schotland             | 9.500       | 21      |
| Kroatië               | 9.500       | 22      |
| Griekenland           | 9.000       | 23      |
| Denemarken            | 8.933       | 24      |
| Bosnië en Herzegovina | 8.833       | 25      |
| Georgië               | 8.833       | 26      |
| Polen                 | 8.500       | 27      |

| Team            | Coëfficiënt | ranking |
| --------------- | ----------- | ------- |
| Finland         | 8.500       | 28      |
| Bulgarije       | 8.056       | 29      |
| IJsland         | 6.000       | 30      |
| Zwitserland     | 5.833       | 31      |
| Armenië         | 5.667       | 32      |
| Cyprus          | 5.333       | 33      |
| Wales           | 5.333       | 34      |
| Letland         | 5.333       | 35      |
| Slovenië        | 5.333       | 36      |
| Azerbeidzjan    | 4.500       | 37      |
| Wit-Rusland     | 4.333       | 38      |
| Noord-Macedonië | 4.333       | 39      |
| Kosovo          | 3.167       | 40      |

| Team          | Coëfficiënt | ranking |
| ------------- | ----------- | ------- |
| Albanië       | 2.333       | 41      |
| Montenegro    | 2.333       | 42      |
| Malta         | 2.333       | 43      |
| Moldavië      | 1.667       | 44      |
| Kazachstan    | 1.667       | 45      |
| Faeröer       | 1.333       | 46      |
| Andorra       | 1.333       | 47      |
| Litouwen      | 0.333       | 48      |
| Estland       | 0.333       | 49      |
| Luxemburg     | 0.333       | 50      |
| San Marino    | 0.000       | 51      |
| Gibraltar     | 0.000       | 52      |
| Liechtenstein | 0.000       | 53      |

## Kwalificatieronde

### Groep 1
De wedstrijden werden gespeeld tussen 15 en 21 november 2023 in Frankrijk.
| Pos | Team       | Wed | W | G | V | Ptn | DV | DT | +/− | Kwalificatie                  |   | DEN | FRA | ISL | EST |
| --- | ---------- | --- | - | - | - | --- | -- | -- | --- | ----------------------------- | - | --- | --- | --- | --- |
| 1   | Denemarken | 3   | 2 | 1 | 0 | 7   | 7  | 2  | +5  | Geplaatst voor de eliteronde. |   | —   | 2–1 | 1–1 | 4–0 |
| 2   | Frankrijk  | 3   | 2 | 0 | 1 | 6   | 4  | 2  | +2  | Geplaatst voor de eliteronde. |   | —   | —   | 1–0 | 2–0 |
| 3   | IJsland    | 3   | 1 | 1 | 1 | 4   | 4  | 2  | +2  |                               |   | —   | —   | —   | 3–0 |
| 4   | Estland    | 3   | 0 | 0 | 3 | 0   | 0  | 9  | −9  |                               | — | —   | —   | —   |     |

### Groep 2
De wedstrijden werden gespeeld tussen 11 en 17 oktober 2023 in Letland.
| Pos | Team      | Wed | W | G | V | Ptn | DV | DT | +/− | Kwalificatie                  |   | NOR | LVA | HUN | GIB  |
| --- | --------- | --- | - | - | - | --- | -- | -- | --- | ----------------------------- | - | --- | --- | --- | ---- |
| 1   | Noorwegen | 3   | 3 | 0 | 0 | 9   | 15 | 1  | +14 | Geplaatst voor de eliteronde. |   | —   | 3–0 | 2–1 | 10–0 |
| 2   | Letland   | 3   | 1 | 1 | 1 | 4   | 9  | 4  | +5  | Geplaatst voor de eliteronde. |   | —   | —   | 1–1 | 8–0  |
| 3   | Hongarije | 3   | 1 | 1 | 1 | 4   | 8  | 3  | +5  |                               |   | —   | —   | —   | 6–0  |
| 4   | Gibraltar | 3   | 0 | 0 | 3 | 0   | 0  | 24 | −24 |                               | — | —   | —   | —   |      |

### Groep 3
De wedstrijden werden gespeeld tussen 15 en 21 november 2023 in Bulgarije.
| Pos | Team      | Wed | W | G | V | Ptn | DV | DT | +/− | Kwalificatie                  |   | SCO | SRB | AND | BUL |
| --- | --------- | --- | - | - | - | --- | -- | -- | --- | ----------------------------- | - | --- | --- | --- | --- |
| 1   | Schotland | 3   | 2 | 1 | 0 | 7   | 5  | 2  | +3  | Geplaatst voor de eliteronde. |   | —   | 2–1 | 3–1 | 0–0 |
| 2   | Servië    | 3   | 1 | 1 | 1 | 4   | 2  | 2  | 0   | Geplaatst voor de eliteronde. |   | —   | —   | 1–0 | 0–0 |
| 3   | Andorra   | 3   | 1 | 0 | 2 | 3   | 3  | 5  | −2  |                               |   | —   | —   | —   | 2–1 |
| 4   | Bulgarije | 3   | 0 | 2 | 1 | 2   | 1  | 2  | −1  |                               | — | —   | —   | —   |     |

### Groep 4
De wedstrijden werden gespeeld tussen 15 en 21 november 2023 in Zweden.
| Pos | Team          | Wed | W | G | V | Ptn | DV | DT | +/− | Kwalificatie                  |   | SUI | ITA | SWE | LIE |
| --- | ------------- | --- | - | - | - | --- | -- | -- | --- | ----------------------------- | - | --- | --- | --- | --- |
| 1   | Zwitserland   | 3   | 3 | 0 | 0 | 9   | 7  | 1  | +6  | Geplaatst voor de eliteronde. |   | —   | 1–0 | 2–1 | 4–0 |
| 2   | Italië        | 3   | 1 | 1 | 1 | 4   | 9  | 3  | +6  | Geplaatst voor de eliteronde. |   | —   | —   | 2–2 | 7–0 |
| 3   | Zweden        | 3   | 0 | 2 | 1 | 2   | 3  | 4  | −1  |                               |   | —   | —   | —   | 0–0 |
| 4   | Liechtenstein | 3   | 0 | 1 | 2 | 1   | 0  | 11 | −11 |                               | — | —   | —   | —   |     |

### Groep 5
De wedstrijden werden gespeeld tussen 11 en 17 oktober 2023 in Polen.
| Pos | Team            | Wed | W | G | V | Ptn | DV | DT | +/− | Kwalificatie                  |   | GER | MKD | POL | KAZ |
| --- | --------------- | --- | - | - | - | --- | -- | -- | --- | ----------------------------- | - | --- | --- | --- | --- |
| 1   | Duitsland       | 3   | 2 | 1 | 0 | 7   | 12 | 4  | +8  | Geplaatst voor de eliteronde. |   | —   | 3–1 | 3–3 | 6–0 |
| 2   | Noord-Macedonië | 3   | 1 | 1 | 1 | 4   | 4  | 4  | 0   | Geplaatst voor de eliteronde. |   | —   | —   | 2–0 | 1–1 |
| 3   | Polen           | 3   | 1 | 1 | 1 | 4   | 6  | 5  | +1  |                               |   | —   | —   | —   | 3–0 |
| 4   | Kazachstan      | 3   | 0 | 1 | 2 | 1   | 1  | 10 | −9  |                               | — | —   | —   | —   |     |

### Groep 6
De wedstrijden werden gespeeld tussen 15 en 21 november 2023 in Georgië.
| Pos | Team     | Wed | W | G | V | Ptn | DV | DT | +/− | Kwalificatie                  |   | ESP | GEO | CYP | MDA |
| --- | -------- | --- | - | - | - | --- | -- | -- | --- | ----------------------------- | - | --- | --- | --- | --- |
| 1   | Spanje   | 3   | 3 | 0 | 0 | 9   | 11 | 0  | +11 | Geplaatst voor de eliteronde. |   | —   | 4–0 | 2–0 | 5–0 |
| 2   | Georgië  | 3   | 2 | 0 | 1 | 6   | 4  | 5  | −1  | Geplaatst voor de eliteronde. |   | —   | —   | 2–0 | 2–1 |
| 3   | Cyprus   | 3   | 1 | 0 | 2 | 3   | 1  | 4  | −3  |                               |   | —   | —   | —   | 1–0 |
| 4   | Moldavië | 3   | 0 | 0 | 3 | 0   | 1  | 8  | −7  |                               | — | —   | —   | —   |     |

### Groep 7
De wedstrijden werden gespeeld tussen 15 en 21 november 2023 in Malta.
| Pos | Team      | Wed | W | G | V | Ptn | DV | DT | +/− | Kwalificatie                  |   | UKR | KOS | SVK | MLT |
| --- | --------- | --- | - | - | - | --- | -- | -- | --- | ----------------------------- | - | --- | --- | --- | --- |
| 1   | Oekraïne  | 3   | 2 | 0 | 1 | 6   | 7  | 5  | +2  | Geplaatst voor de eliteronde. |   | —   | 4–0 | 4–0 | 3–1 |
| 2   | Kosovo    | 3   | 1 | 2 | 0 | 5   | 7  | 3  | +4  | Geplaatst voor de eliteronde. |   | —   | —   | 1–1 | 3–0 |
| 3   | Slowakije | 3   | 1 | 1 | 1 | 4   | 4  | 5  | −1  |                               |   | —   | —   | —   | 2–2 |
| 4   | Malta     | 3   | 0 | 1 | 2 | 1   | 3  | 8  | −5  |                               | — | —   | —   | —   |     |

### Groep 8
De wedstrijden werden gespeeld tussen 15 en 21 november 2023 in Turkije.
| Pos | Team        | Wed | W | G | V | Ptn | DV | DT | +/− | Kwalificatie                  |  | TUR | LTU | GRE | BLR |
| --- | ----------- | --- | - | - | - | --- | -- | -- | --- | ----------------------------- |  | --- | --- | --- | --- |
| 1   | Turkije     | 3   | 3 | 0 | 0 | 9   | 7  | 2  | +5  | Geplaatst voor de eliteronde. |  | —   | 3–1 | 1–0 | 3–1 |
| 2   | Litouwen    | 3   | 1 | 0 | 2 | 3   | 4  | 5  | −1  | Geplaatst voor de eliteronde. |  | —   | —   | 1–2 | 2–0 |
| 3   | Griekenland | 3   | 1 | 0 | 2 | 3   | 2  | 3  | −1  | Geplaatst voor de eliteronde. |  | —   | —   | —   | 1–0 |
| 4   | Wit-Rusland | 3   | 1 | 0 | 2 | 3   | 2  | 5  | −3  |                               |  | —   | —   | —   | —   |

### Groep 9
De wedstrijden werden gespeeld tussen 15 en 21 november 2023 in Kroatië.
| Pos | Team    | Wed | W | G | V | Ptn | DV | DT | +/− | Kwalificatie                  |   | ISR | CRO | ARM | FAR |
| --- | ------- | --- | - | - | - | --- | -- | -- | --- | ----------------------------- | - | --- | --- | --- | --- |
| 1   | Israël  | 3   | 2 | 1 | 0 | 7   | 7  | 0  | +7  | Geplaatst voor de eliteronde. |   | —   | 0–0 | 1–0 | 6–0 |
| 2   | Kroatië | 3   | 2 | 1 | 0 | 7   | 4  | 1  | +3  | Geplaatst voor de eliteronde. |   | —   | —   | 2–1 | 2–0 |
| 3   | Armenië | 3   | 1 | 0 | 2 | 3   | 3  | 4  | −1  |                               |   | —   | —   | —   | 2–3 |
| 4   | Faeröer | 3   | 0 | 0 | 3 | 0   | 1  | 10 | −9  |                               | — | —   | —   | —   |     |

### Groep 10
De wedstrijden werden gespeeld tussen 11 en 17 oktober 2023 in Tsjechië.
| Pos | Team       | Wed | W | G | V | Ptn | DV | DT | +/− | Kwalificatie                  |   | CZE | ROU | FIN | SMR |
| --- | ---------- | --- | - | - | - | --- | -- | -- | --- | ----------------------------- | - | --- | --- | --- | --- |
| 1   | Tsjechië   | 3   | 2 | 1 | 0 | 7   | 6  | 1  | +5  | Geplaatst voor de eliteronde. |   | —   | 1–1 | 1–0 | 4–0 |
| 2   | Roemenië   | 3   | 1 | 2 | 0 | 5   | 8  | 1  | +7  | Geplaatst voor de eliteronde. |   | —   | —   | 0–0 | 7–0 |
| 3   | Finland    | 3   | 1 | 1 | 1 | 4   | 8  | 1  | +7  |                               |   | —   | —   | —   | 8–0 |
| 4   | San Marino | 3   | 0 | 0 | 3 | 0   | 0  | 19 | −19 |                               | — | —   | —   | —   |     |

### Groep 11
De wedstrijden werden gespeeld tussen 15 en 21 november 2023 in Luxemburg.
| Pos | Team                  | Wed | W | G | V | Ptn | DV | DT | +/− | Kwalificatie                  |   | NED | BIH | LUX | AZE |
| --- | --------------------- | --- | - | - | - | --- | -- | -- | --- | ----------------------------- | - | --- | --- | --- | --- |
| 1   | Nederland             | 3   | 3 | 0 | 0 | 9   | 7  | 1  | +6  | Geplaatst voor de eliteronde. |   | —   | 3–0 | 2–0 | 2–1 |
| 2   | Bosnië en Herzegovina | 3   | 1 | 1 | 1 | 4   | 1  | 3  | −2  | Geplaatst voor de eliteronde. |   | —   | —   | 1–0 | 0–0 |
| 3   | Luxemburg             | 3   | 1 | 0 | 2 | 3   | 2  | 4  | −2  |                               |   | —   | —   | —   | 2–1 |
| 4   | Azerbeidzjan          | 3   | 0 | 1 | 2 | 1   | 2  | 4  | −2  |                               | — | —   | —   | —   |     |

### Groep 12
De wedstrijden werden gespeeld tussen 11 en 17 oktober 2023 in Montenegro.
| Pos | Team       | Wed | W | G | V | Ptn | DV | DT | +/− | Kwalificatie                  |   | AUT | MNE | ENG | WAL |
| --- | ---------- | --- | - | - | - | --- | -- | -- | --- | ----------------------------- | - | --- | --- | --- | --- |
| 1   | Oostenrijk | 3   | 1 | 2 | 0 | 5   | 1  | 0  | +1  | Geplaatst voor de eliteronde. |   | —   | 1–0 | 0–0 | 0–0 |
| 2   | Montenegro | 3   | 1 | 1 | 1 | 4   | 3  | 1  | +2  | Geplaatst voor de eliteronde. |   | —   | —   | 0–0 | 3–0 |
| 3   | Engeland   | 3   | 0 | 3 | 0 | 3   | 1  | 1  | 0   |                               |   | —   | —   | —   | 1–1 |
| 4   | Wales      | 3   | 0 | 2 | 1 | 2   | 1  | 4  | −3  |                               | — | —   | —   | —   |     |

### Groep 13
De wedstrijden werden gespeeld tussen 15 en 21 november 2023 in Albanië.
| Pos | Team     | Wed | W | G | V | Ptn | DV | DT | +/− | Kwalificatie                  |   | BEL | SLO | IRL | ALB |
| --- | -------- | --- | - | - | - | --- | -- | -- | --- | ----------------------------- | - | --- | --- | --- | --- |
| 1   | België   | 3   | 2 | 1 | 0 | 7   | 4  | 1  | +3  | Geplaatst voor de eliteronde. |   | —   | 1–1 | 1–0 | 2–0 |
| 2   | Slovenië | 3   | 1 | 2 | 0 | 5   | 2  | 1  | +1  | Geplaatst voor de eliteronde. |   | —   | —   | 0–0 | 1–0 |
| 3   | Ierland  | 3   | 1 | 1 | 1 | 4   | 3  | 2  | +1  |                               |   | —   | —   | —   | 3–1 |
| 4   | Albanië  | 3   | 0 | 0 | 3 | 0   | 1  | 6  | −5  |                               | — | —   | —   | —   |     |

### Ranking nummers 3
Om te bepalen welk als derde geëindigd land zich kwalificeert voor de volgende ronde werd de volgende rangschikking gemaakt. Daarbij de tellen alleen de resultaten mee tegen de nummers 1 en 2 uit de groep.
| Pos | Grp | Team        | Wed | W | G | V | Ptn | DV | DT | +/− | Kwalificatie    |
| --- | --- | ----------- | --- | - | - | - | --- | -- | -- | --- | --------------- |
| 1   | 8   | Griekenland | 2   | 1 | 0 | 1 | 3   | 2  | 2  | 0   | Naar eliteronde |
| 2   | 12  | Engeland    | 2   | 0 | 2 | 0 | 2   | 0  | 0  | 0   |                 |
| 3   | 4   | Zweden      | 2   | 0 | 1 | 1 | 1   | 3  | 4  | −1  |                 |
| 4   | 2   | Hongarije   | 2   | 0 | 1 | 1 | 1   | 2  | 3  | −1  |                 |
| 5   | 1   | IJsland     | 2   | 0 | 1 | 1 | 1   | 1  | 2  | −1  |                 |
| 6   | 10  | Finland     | 2   | 0 | 1 | 1 | 1   | 0  | 1  | −1  |                 |
| 7   | 13  | Ierland     | 2   | 0 | 1 | 1 | 1   | 0  | 1  | −1  |                 |
| 8   | 5   | Polen       | 2   | 0 | 1 | 1 | 1   | 3  | 5  | −2  |                 |
| 9   | 7   | Slowakije   | 2   | 0 | 1 | 1 | 1   | 1  | 5  | −4  |                 |
| 10  | 3   | Andorra     | 2   | 0 | 0 | 2 | 0   | 1  | 4  | −3  |                 |
| 11  | 11  | Luxemburg   | 2   | 0 | 0 | 2 | 0   | 0  | 3  | −3  |                 |
| 12  | 6   | Cyprus      | 2   | 0 | 0 | 2 | 0   | 0  | 4  | −4  |                 |
| 13  | 9   | Faeröer     | 2   | 0 | 0 | 2 | 0   | 0  | 8  | −8  |                 |

1. 1 2  Disciplinaire punten: Finland: –2, Ierland: –5

## Loting eliteronde
De loting voor de kwalificatieronde werd gehouden op 7 december 2023 op het UEFA-hoofdkantoor in Nyon, Zwitserland.
De landen werden verdeeld in vier potten en bij de verdeling werd rekening gehouden met de resultaten in de kwalificatieronde. Portugal had een bye naar de eliteronde en dat land kwam automatisch in pot A terecht. Bij de loting werden 4 landen bij elkaar in een groep gezet, uit iedere pot 1 land. Landen die tegen elkaar hadden gespeeld in de kwalificatieronde konden niet nog een keer tegen elkaar loten.
| Team        | Positie | pnt. | Doelsaldo | Goals | Coëfficiënt |
| ----------- | ------- | ---- | --------- | ----- | ----------- |
| Portugal    | bye     | –    | –         | –     | –           |
| Spanje      | 1e      | 6    | 6         | 6     | 3.000       |
| Nederland   | 1e      | 6    | 5         | 5     | 3.000       |
| Noorwegen   | 1e      | 6    | 4         | 5     | 3.000       |
| Schotland   | 1e      | 6    | 3         | 5     | 3.000       |
| Turkije     | 1e      | 6    | 3         | 4     | 3.000       |
| Zwitserland | 1e      | 6    | 2         | 3     | 3.000       |

| Team       | Positie | pnt. | Doelsaldo | Goals | Coëfficiënt |
| ---------- | ------- | ---- | --------- | ----- | ----------- |
| Israël     | 1e      | 4    | 6         | 6     | 2.000       |
| Duitsland  | 1e      | 4    | 2         | 6     | 2.000       |
| Denemarken | 1e      | 4    | 1         | 3     | 2.000       |
| Tsjechië   | 1e      | 4    | 1         | 2     | 2.000       |
| België     | 1e      | 4    | 1         | 2     | 2.000       |
| Oostenrijk | 1e      | 4    | 1         | 1     | 2.000       |
| Oekraïne   | 1e      | 3    | 0         | 4     | 1.500       |

| Team         | Positie | pnt. | Doelsaldo | Goals | Coëfficiënt |
| ------------ | ------- | ---- | --------- | ----- | ----------- |
| Kosovo       | 2e      | 4    | 4         | 5     | 2.000       |
| Kroatië      | 2e      | 4    | 2         | 2     | 2.000       |
| N.-Macedonië | 2e      | 3    | 0         | 3     | 1.500       |
| Frankrijk    | 2e      | 3    | 0         | 2     | 1.500       |
| Servië       | 2e      | 3    | 0         | 2     | 1.500       |
| Georgië      | 2e      | 3    | -2        | 2     | 1.500       |
| Bosnië en H. | 2e      | 3    | -2        | 1     | 1.500       |

| Team        | Positie | pnt. | Doelsaldo | Goals | Coëfficiënt |
| ----------- | ------- | ---- | --------- | ----- | ----------- |
| Roemenië    | 2e      | 2    | 0         | 1     | 1.000       |
| Slovenië    | 2e      | 2    | 0         | 1     | 1.000       |
| Italië      | 2e      | 1    | -1        | 2     | 0.500       |
| Montenegro  | 2e      | 1    | -1        | 0     | 0.500       |
| Letland     | 2e      | 1    | -3        | 1     | 0.500       |
| Litouwen    | 2e      | 0    | -3        | 2     | 0.000       |
| Griekenland | 3e      | 3    | 0         | 2     | 1.500       |

## Eliteronde

### Groep 1
De wedstrijden werden gespeeld tussen 20 en 26 maart 2024 in Slovenië.
| Pos | Team       | Wed | W | G | V | Ptn | DV | DT | +/− | Kwalificatie                      |   | ESP | SLO | KOS | AUT |
| --- | ---------- | --- | - | - | - | --- | -- | -- | --- | --------------------------------- | - | --- | --- | --- | --- |
| 1   | Spanje     | 3   | 2 | 1 | 0 | 7   | 5  | 3  | +2  | Geplaatst voor het hoofdtoernooi. |   | —   | 1–1 | 2–1 | 2–1 |
| 2   | Slovenië   | 3   | 1 | 1 | 1 | 4   | 3  | 3  | 0   |                                   |   | —   | —   | 2–0 | 0–2 |
| 3   | Kosovo     | 3   | 1 | 0 | 2 | 3   | 2  | 4  | −2  |                                   | — | —   | —   | 1–0 |     |
| 4   | Oostenrijk | 3   | 1 | 0 | 2 | 3   | 3  | 3  | 0   |                                   | — | —   | —   | —   |     |

1. 1 2  Onderling resultaat: Kosovo 3, Oostenrijk 0.

### Groep 2
De wedstrijden werden gespeeld tussen 20 en 26 maart 2024 in Nederland.
| Pos | Team      | Wed | W | G | V | Ptn | DV | DT | +/− | Kwalificatie                      |   | FRA | BEL | NED | LTU |
| --- | --------- | --- | - | - | - | --- | -- | -- | --- | --------------------------------- | - | --- | --- | --- | --- |
| 1   | Frankrijk | 3   | 2 | 0 | 1 | 6   | 3  | 2  | +1  | Geplaatst voor het hoofdtoernooi. |   | —   | 2–0 | 1–0 | 0–2 |
| 2   | België    | 3   | 2 | 0 | 1 | 6   | 5  | 4  | +1  |                                   |   | —   | —   | 3–2 | 2–0 |
| 3   | Nederland | 3   | 1 | 0 | 2 | 3   | 6  | 4  | +2  |                                   | — | —   | —   | 4–0 |     |
| 4   | Litouwen  | 3   | 1 | 0 | 2 | 3   | 2  | 6  | −4  |                                   | — | —   | —   | —   |     |

1. 1 2  Onderling resultaat: Frankrijk 3, België 0.
2. 1 2  Onderling resultaat: Nederland 3, Litouwen 0.

### Groep 3
De wedstrijden werden gespeeld tussen 20 en maart 26 maart 2024 in Noorwegen.
| Pos | Team                  | Wed | W | G | V | Ptn | DV | DT | +/− | Kwalificatie                      |   | NOR | BIH | MNE | ISR |
| --- | --------------------- | --- | - | - | - | --- | -- | -- | --- | --------------------------------- | - | --- | --- | --- | --- |
| 1   | Noorwegen             | 3   | 2 | 1 | 0 | 7   | 6  | 3  | +3  | Geplaatst voor het hoofdtoernooi. |   | —   | 2–2 | 2–1 | 2–0 |
| 2   | Bosnië en Herzegovina | 3   | 1 | 1 | 1 | 4   | 5  | 6  | −1  |                                   |   | —   | —   | 3–2 | 0–2 |
| 3   | Montenegro            | 3   | 1 | 0 | 2 | 3   | 4  | 5  | −1  |                                   | — | —   | —   | 1–0 |     |
| 4   | Israël                | 3   | 1 | 0 | 2 | 3   | 2  | 3  | −1  |                                   | — | —   | —   | —   |     |

1. 1 2  Onderling resultaat: Montenegro 3, Israël 0.

### Groep 4
De wedstrijden werden gespeeld tussen 20 en 26 maart 2024 in Portugal.
| Pos | Team        | Wed | W | G | V | Ptn | DV | DT | +/− | Kwalificatie                      |   | DEN | POR | GRE | SRB |
| --- | ----------- | --- | - | - | - | --- | -- | -- | --- | --------------------------------- | - | --- | --- | --- | --- |
| 1   | Denemarken  | 3   | 3 | 0 | 0 | 9   | 7  | 2  | +5  | Geplaatst voor het hoofdtoernooi. |   | —   | 2–0 | 2–1 | 3–1 |
| 2   | Portugal    | 3   | 2 | 0 | 1 | 6   | 6  | 4  | +2  |                                   |   | —   | —   | 2–1 | 4–1 |
| 3   | Griekenland | 3   | 0 | 1 | 2 | 1   | 5  | 7  | −2  |                                   | — | —   | —   | 3–3 |     |
| 4   | Servië      | 3   | 0 | 1 | 2 | 1   | 5  | 10 | −5  |                                   | — | —   | —   | —   |     |

### Groep 5
De wedstrijden werden gespeeld tussen 20 en 26 maart 2024 in Italië.
| Pos | Team      | Wed | W | G | V | Ptn | DV | DT | +/− | Kwalificatie                      |   | ITA | CZE | GEO | SCO |
| --- | --------- | --- | - | - | - | --- | -- | -- | --- | --------------------------------- | - | --- | --- | --- | --- |
| 1   | Italië    | 3   | 3 | 0 | 0 | 9   | 10 | 2  | +8  | Geplaatst voor het hoofdtoernooi. |   | —   | 2–1 | 5–0 | 3–1 |
| 2   | Tsjechië  | 3   | 2 | 0 | 1 | 6   | 4  | 2  | +2  |                                   |   | —   | —   | 1–0 | 3–2 |
| 3   | Georgië   | 3   | 1 | 0 | 2 | 3   | 3  | 8  | −5  |                                   | — | —   | —   | 2–0 |     |
| 4   | Schotland | 3   | 0 | 0 | 3 | 0   | 3  | 8  | −5  |                                   | — | —   | —   | —   |     |

### Groep 6
De wedstrijden werden gespeeld tussen 20 en 26 maart 2024 in Kroatië.
| Pos | Team      | Wed | W | G | V | Ptn | DV | DT | +/− | Kwalificatie                      |   | TUR | ROU | CRO | GER |
| --- | --------- | --- | - | - | - | --- | -- | -- | --- | --------------------------------- | - | --- | --- | --- | --- |
| 1   | Turkije   | 3   | 2 | 0 | 1 | 6   | 4  | 3  | +1  | Geplaatst voor het hoofdtoernooi. |   | —   | 2–0 | 2–1 | 0–2 |
| 2   | Roemenië  | 3   | 2 | 0 | 1 | 6   | 4  | 4  | 0   |                                   |   | —   | —   | 1–0 | 3–2 |
| 3   | Kroatië   | 3   | 1 | 0 | 2 | 3   | 3  | 4  | −1  |                                   | — | —   | —   | 2–1 |     |
| 4   | Duitsland | 3   | 1 | 0 | 2 | 3   | 5  | 5  | 0   |                                   | — | —   | —   | —   |     |

1. 1 2  Onderling resultaat: Turkije 3, Roemenië 0.
2. 1 2  Onderling resultaat: Kroatië 3, Duitsland 0.

### Groep 7
De wedstrijden werden gespeeld tussen 20 en 26 maart 2024 in Noord-Macedonië.
| Pos | Team            | Wed | W | G | V | Ptn | DV | DT | +/− | Kwalificatie                      |   | UKR | SUI | LVA | MKD |
| --- | --------------- | --- | - | - | - | --- | -- | -- | --- | --------------------------------- | - | --- | --- | --- | --- |
| 1   | Oekraïne        | 3   | 3 | 0 | 0 | 9   | 8  | 0  | +8  | Geplaatst voor het hoofdtoernooi. |   | —   | 3–0 | 3–0 | 2–0 |
| 2   | Zwitserland     | 3   | 2 | 0 | 1 | 6   | 3  | 3  | 0   |                                   |   | —   | —   | 1–0 | 2–0 |
| 3   | Letland         | 3   | 0 | 1 | 2 | 1   | 1  | 5  | −4  |                                   | — | —   | —   | 1–1 |     |
| 4   | Noord-Macedonië | 3   | 0 | 1 | 2 | 1   | 1  | 5  | −4  |                                   | — | —   | —   | —   |     |

1. 1 2  Disciplinaire punten: Letland: –7, Noord-Macedonië: –10